# Daniele Comboni
Daniele Comboni (Limone sul Garda, 15 marzo 1831 – Khartum, 10 ottobre 1881) è stato un missionario e vescovo cattolico italiano, fondatore degli istituti dei Missionari Comboniani del Cuore di Gesù e delle Pie Madri della Nigrizia. Venerato come santo dalla Chiesa cattolica, fu canonizzato da papa Giovanni Paolo II il 5 ottobre 2003 e viene commemorato il 10 ottobre.
Comboni esemplificò la peculiarità del suo piano missionario con il motto:

## Biografia
Era figlio di Domenica Pace, i cui avi erano originari di Cadria, e Luigi, umili braccianti impiegati nella tenuta di un lontano parente presso Limone sul Garda. Luigi apparteneva all'antica famiglia dei Comboni, capostipite della quale fu il notaio Combono Comboni da Muslone. Daniele Comboni era l'unico sopravvissuto di otto fratelli, ed il 20 febbraio 1843 si trasferì a Verona in un istituto per ragazzi con poche possibilità finanziarie, fondato dal sacerdote Nicola Mazza. Fu Mazza a infondere in Comboni l'amore per l'Africa e per le missioni. Durante la sua adolescenza decise di diventare sacerdote e nel 1849 giurò a Mazza di dedicare tutta la sua vita all'Africa sub-sahariana. Cinque anni dopo completò gli studi di filosofia e teologia e venne ordinato sacerdote il 31 dicembre 1854 dal vescovo di Trento, il beato Giovanni Nepomuceno de Tschiderer.

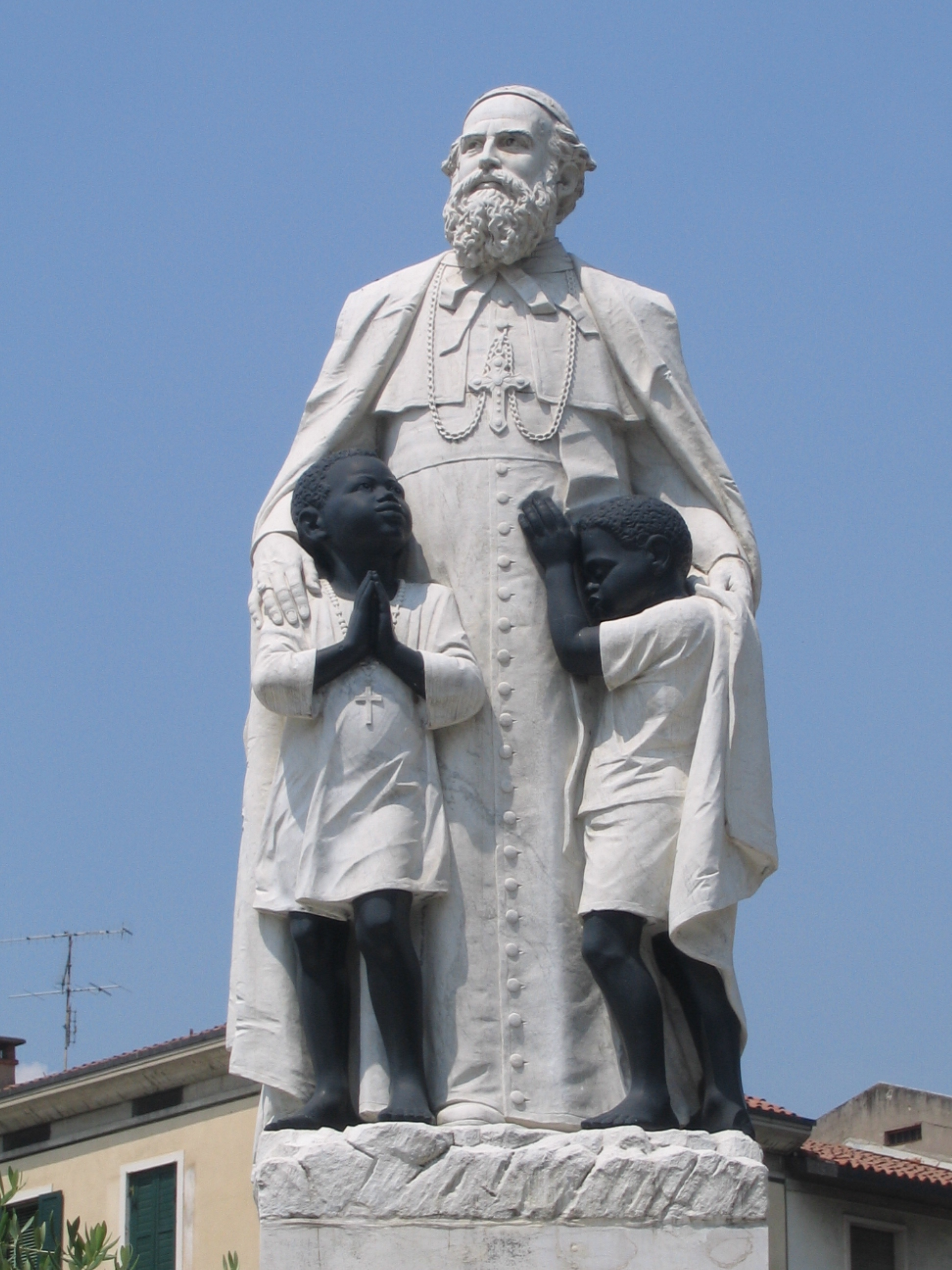
Statua raffigurante Daniele Comboni, a Verona

L'8 settembre 1857 partì per il suo primo viaggio nell'Africa centrale, corrispondente all'odierno Sudan, con altri quattro sacerdoti mazziani (Giovanni Beltrame, Alessandro Dal Bosco, Francesco Oliboni, Angelo Melotto) ed il fabbro friulano Isidoro Zilli. Comboni, ventiseienne, era il più giovane del gruppo. Dopo quattro mesi raggiunsero Khartoum, dove Dal Bosco restò come procuratore. Il 14 febbraio 1858 gli altri cinque arrivarono alla stazione missionaria di Santa Croce, dove rimasero poco meno di un anno.
Rientrato in Italia nel 1859 a causa delle insistenti febbri malariche, continuò la sua opera a favore dell'Africa e coniò il suo motto O Nigrizia o morte. Nel 1864 a Roma, concepì il "Piano per la rigenerazione dell'Africa" che, proseguendo il progetto mazziano di «salvare l'Africa con l'Africa», si arricchiva di nuove intuizioni e progetti maturati dalla sua esperienza diretta a contatto con la realtà africana. Comboni aveva un'illimitata fiducia nelle capacità dei popoli africani e si prefisse la fondazione di scuole in cui formare medici, insegnanti, preti e suore africani e da istituire in luoghi il cui clima fosse sopportabile anche per gli europei.
Dall'autunno 1864 al giugno 1865 compì un grande viaggio di animazione missionaria in mezza Europa: a Colonia trovò efficaci finanziamenti.
Il 1º giugno 1867 fondò un istituto di missionari - che poi prenderanno il nome di Missionari Comboniani del Cuore di Gesù - e nel 1872 un istituto di suore, Suore Missionarie Pie Madri della Nigrizia. Nello stesso anno diede vita ad una rivista che dieci anni dopo diventerà l'attuale Nigrizia.
Nel 1870 partecipò al Concilio Vaticano I, dove presentò una petizione a favore dell'evangelizzazione dell'Africa Centrale (Postulatum pro Nigris Africæ Centralis).
Nel 1872 papa Pio IX decise di affidare ai Comboniani la missione in Africa centrale ed il 31 luglio 1877 Comboni fu nominato vescovo titolare di Claudiopoli di Isauria nonché Vicario Apostolico dell'Africa Centrale. Ricevette l'ordinazione episcopale il 12 agosto 1877, consacrante il cardinale Alessandro Franchi, coconsacranti il cardinale Angelo Bianchi e l'arcivescovo Francesco Folicaldi.
Il 27 novembre 1880, da Napoli, salpò per il suo ottavo ed ultimo viaggio in Africa e nell'estate del 1881 il Comboni compì un viaggio esplorativo sui monti della Nubia.
Combatté, scontrandosi spesso con i potentati locali, contro la schiavitù e la tratta degli esseri umani, fino alla morte, avvenuta nel 1881 a causa di un'epidemia di colera che colpì Khartoum.

## I miracoli per la beatificazione e per la canonizzazione
Il 6 aprile 1995 fu riconosciuta dalla Chiesa cattolica come miracolosa, e ottenuta per intercessione dell'allora Venerabile Daniele Comboni, la guarigione della giovane afro-brasiliana Maria José de Oliveira Paixão. Il 17 marzo 1996 papa Giovanni Paolo II lo beatificò in San Pietro. 
Ai fini della canonizzazione la Chiesa cattolica ritiene necessario un secondo miracolo, dopo quello richiesto per la beatificazione: in questo caso fu ritenuta miracolosa la guarigione di Lubna Abdel Aziz, una sudanese di 32 anni di religione musulmana.
Nata a Khartoum nel 1965, l'11 novembre 1997 venne ricoverata al "St. Mary's Maternity Hospital" di Khartoum, gestito dalle suore comboniane, per il suo quinto parto cesareo. Dopo la nascita di un bambino di 5 libbre (2,3 kg), sopravvennero per la donna gravi complicazioni: si verificarono ripetute emorragie con nuovi interventi chirurgici, tra cui un'isterectomia. Nonostante le trasfusioni la donna era in fin di vita: polso e pressione non erano misurabili, e si era verificato anche un edema polmonare.
Intanto, nonostante il pessimismo dei medici, le suore avevano iniziato una novena all'allora beato Daniele Comboni. Il 13 novembre la donna si riprese inaspettatamente, e il 18 novembre fu dimessa in buone condizioni di salute.
La Consulta Medica della Congregazione per le Cause dei Santi, nella seduta dell'11 aprile 2002, dichiarò la guarigione "rapida, completa, scientificamente inspiegabile."
Nel Congresso Peculiare del 6 settembre 2002, i Consultori Teologi riconobbero la guarigione come soprannaturale e dovuta all'intercessione del beato. Alle medesime conclusioni giunsero i cardinali e i vescovi nella Sessione Ordinaria del 15 ottobre 2002.
Il decreto sul miracolo fu promulgato il 20 dicembre 2002. Papa Giovanni Paolo II canonizzò il beato Daniele Comboni il 5 ottobre 2003.

## Genealogia episcopale
La genealogia episcopale è:
- Cardinale Scipione Rebiba
- Cardinale Giulio Antonio Santori
- Cardinale Girolamo Bernerio, O.P.
- Arcivescovo Galeazzo Sanvitale
- Cardinale Ludovico Ludovisi
- Cardinale Luigi Caetani
- Cardinale Ulderico Carpegna
- Cardinale Paluzzo Paluzzi Altieri degli Albertoni
- Papa Benedetto XIII
- Papa Benedetto XIV
- Cardinale Enrico Enriquez
- Arcivescovo Manuel Quintano Bonifaz
- Cardinale Buenaventura Córdoba Espinosa de la Cerda
- Cardinale Giuseppe Maria Doria Pamphilj
- Papa Pio VIII
- Papa Pio IX
- Cardinale Alessandro Franchi
- Vescovo Daniele Comboni